# Bellevue Healthcare Trust
Bellevue Healthcare Trust plc ist eine britische Investmentgesellschaft mit Sitz in London. Der Name des Trusts wurde am 3. März 2022 von BB Healthcare Trust in Bellevue Healthcare Trust geändert.
Das Unternehmen investiert in börsennotierte globale Unternehmen des Gesundheitswesens, aber auch in American Depositary Receipts (ADRs) oder wandelbare Instrumente, die von diesen Unternehmen ausgegeben werden. Die Zahl der Investments ist auf 35 Einzeltitel begrenzt.  Zu den investierten Bereichen gehören Pharmazeutika, Biotechnologie, Hersteller von medizinischen Geräte und Ausrüstungen, Versicherer und Betreiber von Gesundheitseinrichtungen, gesundheitsbezogene Informationstechnologie, Einzelhandel mit Arzneimitteln, Gesundheitsfürsorge und Vertrieb.
Ende 2022 beliefen sich die verwalteten Mittel auf 782 Mio. Pfund.
Die Fondsmanager des Trusts sind Paul Major und Brett Darke von Bellevue Asset Management (UK) Limited.
Das Unternehmen ist an der Londoner Börse gelistet und Teil des FTSE 250 Index.